# جبل برج الرقيبة (القويعية)
جبل برج الرقيبة هو جَبل يقع في هضبة نجد وسط المملكة العربية السعودية، ويرجع تاريخ بناء هذا البرج إلى القرن الحادي عشر الهجري ويعد من أهم المعالم التاريخية لمدينة القويعية، وما زال صامدأ بحيث يُشرف على الطريق السريع (الرياض – القويعية – الطائف) الذي يعبر من خلاله المسافرون من مواطنين ومقيمين ومن أبناء الخليج وبعض البلدان العربية والاسلامية الذين يأتون إلى مكة، ويقع على جبل كان يطل جنوباً على غصيبة (البلدة القديمة) وغرباً على العقدة بارتفاع 8 أمتار على قمة جبل متوسط الارتفاع وشيد من الحجارة وهو أسطواني الشكل، وبني هذا البرج من أجل الحراسة والمراقبة في ذلك الزمان. والرقيبة هو الرجل الذي يراقب ما يفد إلى البلدة من قمة هذا البرج خوفاً من أي اعتداء مفاجئ على أطراف البلد وعلى سوارحها من الغنم والإبل وكانوا يختارون الرقيب من الرجال الثقات ذوي الأبصار القوية والحادة.